# Tagliapenna
Il tagliapenna era un accessorio in legno usato per la scrittura con la penna d'oca.
Simile ad un temperino, conteneva una piccola lama scorrevole, per tagliare obliquamente il calamo, ed una piccola troncatrice che consentiva di squadrare la punta per ottenere la larghezza del tratto desiderata. Una volta pretagliato, il calamo veniva introdotto nel foro superiore dove, con la pressione della leva, una doppia fustella in acciaio tagliava la punta della penna dandole la tipica forma del pennino standard in acciaio, completo di incisione per lo scorrimento dell'inchiostro.